# Teddy Swims
Teddy Swims (Conyers, 25 september 1992) is een Amerikaanse singer-songwriter. In zijn muziek vermengt hij invloeden uit de r&b, soul, country en pop. Swims is begonnen als zanger die via zijn YouTube-kanaal covers zong en in januari 2020 bracht hij zijn eerste single uit bij Warner Records. Sindsdien heeft hij vier ep's uitgebracht en zijn debuutalbum, I've Tried Everything but Therapy (Part 1), volgde in 2023.

## Biografie
Swims groeide op in Conyers, Georgia. Via zijn vader kwam hij in aanraking met artiesten als Marvin Gaye, Stevie Wonder en Al Green. Zijn interesse in muziek werd op school verder gewekt. Via het schooltheater ontdekte hij ook dat optreden hem erg lag. Swims begon zijn muziekcarrière in 2019 bij een aantal lokale bands in Georgia. Hier zong hij soul, metal en rapmuziek. 
In juni 2019 plaatste Swims zijn eerste cover, een versie van Michael Jacksons Rock with You, op Youtube. Hij postte met regelmaat covers, waaronder nummers van Lewis Capaldi, Chris Stapleton en Amy Winehouse. Zijn cover van Shania Twains You're Still the One werd 183 miljoen keer bekeken. In december 2019 tekende hij bij Warner Records.
Swims bracht in 2021 twee ep's uit, getiteld Unlearning en A Very Teddy Christmas. In 2022 volgden nog twee ep's, Tough Love en Sleep is Exhausting.
Swims debuutalbum, I've Tried Everything but Therapy (Part 1), werd op 15 september 2023 uitgebracht. Dit album haalde de 61e positie in de Billboard 200 en plek 17 in de Nederlandse albumlijst. De single Lose Control werd een top 40-hit in Nederland, Nieuw-Zeeland, Canada en de Verenigde Staten.
In 2024 bracht Swims I've Tried Everything but Therapy (Part 1.5) uit, een nieuwe versie van zijn debuutalbum met daarop vier nieuwe nummers, waaronder Hammer to the Heart en Apple Juice.

## Discografie
Studioalbums
- I've Tried Everything but Therapy (Part 1), 2023
- I've Tried Everything but Therapy (Part 1.5), 2024
- I've Tried Everything but Therapy (Part 2), 2025

Ep's
- Unlearning, 2021
- A Very Teddy Christmas, 2021
- Tough Love, 2022
- Sleep is Exhausting, 2022

### Singles
| Single met eventuele hitnotering(en) in de Nederlandse Top 40 | Datum van verschijnen | Datum van binnenkomst | Hoogste positie | Aantal weken | Opmerkingen                               |
| ------------------------------------------------------------- | --------------------- | --------------------- | --------------- | ------------ | ----------------------------------------- |
| Easy to Love                                                  | 2022                  | 07-01-2023            | tip5            | -            | met Armin van Buuren & Matoma             |
| Lose Control                                                  | 2023                  | 23-06-2023            | 2               | 32           | Alarmschijf / Nr. 3 in de Single Top 100  |
| The Door                                                      | 2023                  | 30-12-2023            | 6               | 28           | Alarmschijf / Nr. 22 in de Single Top 100 |
| Bad Dreams                                                    | 2024                  | 13-09-2024            | 2*              | 31*          | Nr. 21 in de Single Top 100               |
| Guilty                                                        | 2025                  | 24-01-2025            | 16              | 17           |                                           |

| Single met hitnotering(en) in de Vlaamse Ultratop 50 | Datum van verschijnen | Datum van binnenkomst | Hoogste positie | Aantal weken | Opmerkingen |
| ---------------------------------------------------- | --------------------- | --------------------- | --------------- | ------------ | ----------- |
| Lose Control                                         | 14-07-2023            | 23-09-2023            | 1(1wk)          | 55           |             |
| The Door                                             | 2023                  | 30-12-2023            | 6               | 35           |             |
| Bad Dreams                                           | 2024                  | 13-09-2024            | 2*              | 44*          |             |
| Guilty                                               | 2025                  | 24-01-2025            | 16              | 26*          |             |

### NPO Radio 2 Top 2000
| Nummers met noteringen in de NPO Radio 2 Top 2000 | '23  | '24 |
| ------------------------------------------------- | ---- | --- |
| Lose Control                                      | 1598 | 209 |
| The Door                                          | -    | 524 |

1. ↑  Een '-' betekent dat het nummer niet was genoteerd en een vetgedrukt getal geeft de hoogste notering van een nummer aan.
2. ↑  2023 was het eerste jaar met een notering voor Teddy Swims.